# Sport-Club Freiburg 1985-1986
Questa voce raccoglie le informazioni riguardanti lo Sport-Club Freiburg nelle competizioni ufficiali della stagione 1985-1986.

## Stagione
Nella stagione 1985-1986 il Friburgo, allenato da Antun Rudinski, Jupp Becker e Kurt Rettenberger, concluse il campionato di 2. Bundesliga al 16º posto. In Coppa di Germania il Friburgo fu eliminato al primo turno dall'Hannover 96.

## Rosa
| N. |                     | Ruolo | Calciatore            |
| -- | ------------------- | ----- | --------------------- |
|    | Germania (bandiera) | P     | Siegfried Grüninger   |
|    | Germania (bandiera) | D     | Markus Köppel         |
|    | Germania (bandiera) | D     | Udo Lay               |
|    | Germania (bandiera) | D     | Rolf Maier            |
|    | Germania (bandiera) | D     | Jürgen Menger         |
|    | Serbia (bandiera)   | D     | Budimir Vujačić       |
|    | Germania (bandiera) | C     | Klaus Bury            |
|    | Germania (bandiera) | C     | Reinhold Güldenpennig |
|    | Germania (bandiera) | C     | Maximilian Hauck      |
|    | Germania (bandiera) | C     | Axel Lais             |

| N. |                     | Ruolo | Calciatore        |
| -- | ------------------- | ----- | ----------------- |
|    | Germania (bandiera) | C     | Armin Löffler     |
|    | Germania (bandiera) | C     | Andreas Nötzel    |
|    | Germania (bandiera) | C     | Ralf Schöpperle   |
|    | Germania (bandiera) | C     | Karl-Heinz Schulz |
|    | Germania (bandiera) | C     | Thomas Stickroth  |
|    | Ungheria (bandiera) | C     | Gabor Zele        |
|    | Germania (bandiera) | A     | Joachim Löw       |
|    | Senegal (bandiera)  | A     | Souleyman Sané    |
|    | Germania (bandiera) | A     | Uwe Stächelin     |
|    | Germania (bandiera) | A     | Franz Weber       |

## Organigramma societario
Area tecnica
- Allenatore: Kurt Rettenberger
- Allenatore in seconda:
- Preparatore dei portieri:
- Preparatori atletici:

## Calciomercato

### Sessione estiva
| Acquisti | Acquisti              | Acquisti          | Acquisti |
| R.       | Nome                  | da                | Modalità |
| -------- | --------------------- | ----------------- | -------- |
| C        | Reinhold Güldenpennig | Rastatt 04        |          |
| C        | Maximilian Hauck      | Ulma              |          |
| D        | Markus Köppel         | Rastatt 04        |          |
| D        | Udo Lay               | Duisburg          |          |
| A        | Joachim Löw           | Karlsruhe         |          |
| A        | Souleyman Sané        | FV Donaueschingen |          |
| D        | Budimir Vujačić       | Obilić            |          |

| Cessioni | Cessioni          | Cessioni     | Cessioni |
| R.       | Nome              | a            | Modalità |
| -------- | ----------------- | ------------ | -------- |
| D        | Michael Dämgen    | Uerdingen 05 |          |
| C        | Henryk Kruppa     | Freiburger   |          |
| A        | Karl-Heinz Mähn   | Magonza      |          |
| C        | Milorad Pilipović | Karlsruhe    |          |
| A        | Herbert Reiß      | Freiburger   |          |
| C        | Hermann Rudolf    | Reutlingen   |          |

### Sessione invernale
| Acquisti | Acquisti | Acquisti | Acquisti |
| R.       | Nome     | da       | Modalità |
| -------- | -------- | -------- | -------- |

| Cessioni | Cessioni | Cessioni | Cessioni |
| R.       | Nome     | a        | Modalità |
| -------- | -------- | -------- | -------- |

## Risultati

### 2. Bundesliga

#### Girone di andata
| Arbitro: | Schäfer |

|             |           |           |
| Löffler 14’ | Marcatori | 88’ Finke |

| Oberhausen 7 agosto 1985, ore 19:30 CEST 2ª giornata | RW Oberhausen | 0 – 0 referto | Friburgo | Niederrheinstadion (4 000 spett.)\| Arbitro: \| Föckler \| |
| Arbitro:                                             | Föckler       |               |          |                                                            |

| Arbitro: | Bodmer |

|                   |           |                         |
| Hauck 44’ Löw 55’ | Marcatori | 55’ Tripbacher 69’ Worm |

| Arbitro: | Brückner |

|                    |           |  |
| Beck 11’ Knoll 82’ | Marcatori |  |

| Arbitro: | Bauer |

|                             |           |                                       |
| Wollitz 55’ (aut.) Sané 74’ | Marcatori | 22’, 47’ Foda 67’ Kohn 79’ Rautiainen |

| Arbitro: | Eli |

|                                    |           |                        |
| Grabosch 48’ Aussem 57’ Helmes 87’ | Marcatori | 32’ Stickroth 75’ Sané |

| Arbitro: | Bruch |

|                  |           |  |
| Sané 28’ Löw 83’ | Marcatori |  |

| Arbitro: | Wiesel |

|                                                  |           |  |
| Fiedler 14’ Fotiadis 25’ Rapolder 35’ Bialon 68’ | Marcatori |  |

| Arbitro: | Gangkofer |

|         |           |              |
| Sané 2’ | Marcatori | 6’, 45’ Bunk |

| Arbitro: | Hellwig |

|                              |           |                  |
| Brendel 15’ Scheler 17’, 35’ | Marcatori | 66’ Löw 89’ Sané |

| Arbitro: | Kasperowski |

|            |           |  |
| Schulz 20’ | Marcatori |  |

| Arbitro: | Kriegelstein |

|  |           |                        |
|  | Marcatori | 48’ Stickroth 90’ Lais |

| Arbitro: | Steinborn |

|                      |           |                |
| Stickroth 62’ (rig.) | Marcatori | 33’ Zimmermann |

| Arbitro: | Zimmermann |

|                              |           |  |
| Decker 14’, 58’ Voßnacke 66’ | Marcatori |  |

| Arbitro: | Weber |

|                                          |           |  |
| Stickroth 51’ (rig.) Nötzel 68’ Sané 73’ | Marcatori |  |

| Arbitro: | Probst |

|                        |           |  |
| Tobollik 43’ Šalov 88’ | Marcatori |  |

| Arbitro: | Hontheim |

|                                   |           |             |
| Sané 20’, 90’ Vujačić 47’ Löw 71’ | Marcatori | 73’ Brandts |

| Arbitro: | Kruse |

|                      |           |            |
| Stickroth 90’ (rig.) | Marcatori | 57’ Weiner |

| Arbitro: | Diekert |

|                                   |           |                      |
| Jurgeleit 33’ Lefkes 42’ Reif 89’ | Marcatori | 54’ Sané 78’ Löffler |

#### Girone di ritorno
| Arbitro: | Hellwig |

|                                      |           |             |
| Vollmer 1’ Olaidotter 58’ Merkle 81’ | Marcatori | 43’ Löffler |

| Arbitro: | Theobald |

|           |           |             |
| Weber 22’ | Marcatori | 88’ Dörmann |

| Arbitro: | Müller |

|               |           |  |
| Worm 24’, 35’ | Marcatori |  |

| Arbitro: | Steffens |

|         |           |  |
| Löw 61’ | Marcatori |  |

| Arbitro: | Mierswa |

|                                                                   |           |          |
| Löffler 9’ (aut.) Ellguth 21’ Rautiainen 53’ Kohn 65’ Wollitz 90’ | Marcatori | 79’ Sané |

| Arbitro: | Boos |

|                       |           |              |
| Hauck 8’, 69’ Löw 62’ | Marcatori | 50’ Grabosch |

| Arbitro: | Puchalski |

|  |           |                                        |
|  | Marcatori | 18’ Löffler 44’ Löw 50’ Sané 87’ Hauck |

| Arbitro: | Dellwing |

|        |           |                                      |
| Löw 8’ | Marcatori | 12’ (rig.) Fraßmann 87’ Hammerschlag |

| Arbitro: | Wahmann |

|                                              |           |        |
| Clarke 54’ Bebensee 57’ Flad 67’ Mattern 71’ | Marcatori | 5’ Löw |

| Arbitro: | Jupe |

|          |           |             |
| Sané 29’ | Marcatori | 10’ Scheler |

| Arbitro: | Kriegelstein |

|                                     |           |                               |
| Schmidt 7’ Pilipović 16’ Maurer 60’ | Marcatori | 43’ (rig.) Stickroth 72’ Sané |

| Arbitro: | Matheis |

|                    |           |                     |
| Löw 52’ Schulz 73’ | Marcatori | 33’, 85’ Tschiskale |

| Arbitro: | Reinstädtler |

|  |           |               |
|  | Marcatori | 44’ Stickroth |

| Arbitro: | Schäfer |

|                        |           |  |
| Sané 2’, 88’ Hauck 60’ | Marcatori |  |

| Arbitro: | Puchalski |

|          |           |  |
| Linz 70’ | Marcatori |  |

| Arbitro: | Probst |

|  |           |                                       |
|  | Marcatori | 42’ Brauburger 59’ Šalov 90’ Lindenau |

| Arbitro: | Eli |

|  |           |               |
|  | Marcatori | 34’, 49’ Sané |

| Arbitro: | Werner |

|                  |           |          |
| Schlumberger 59’ | Marcatori | 86’ Sané |

| Arbitro: | Strigel |

|                             |           |                     |
| Lay 15’ Löw 42’, 44’ (rig.) | Marcatori | 1’ (rig.) Jurgeleit |

### Coppa di Germania
| Arbitro: | Kautschor |

|                                  |           |            |
| Baier 19’ Surmann 49’ Thomas 70’ | Marcatori | 32’ Schulz |

## Statistiche

### Statistiche di squadra
| Competizione      | Punti | In casa | In casa | In casa | In casa | In casa | In casa | In trasferta | In trasferta | In trasferta | In trasferta | In trasferta | In trasferta | Totale | Totale | Totale | Totale | Totale | Totale | DR  |
| Competizione      | Punti | G       | V       | N       | P       | Gf      | Gs      | G            | V            | N            | P            | Gf           | Gs           | G      | V      | N      | P      | Gf     | Gs     | DR  |
| ----------------- | ----- | ------- | ------- | ------- | ------- | ------- | ------- | ------------ | ------------ | ------------ | ------------ | ------------ | ------------ | ------ | ------ | ------ | ------ | ------ | ------ | --- |
| 2. Bundesliga     | 33    | 19      | 8       | 7       | 4       | 33      | 23      | 19           | 4            | 2            | 13           | 21           | 39           | 38     | 12     | 9      | 17     | 54     | 62     | -8  |
| Coppa di Germania | -     | 0       | 0       | 0       | 0       | 0       | 0       | 1            | 0            | 0            | 1            | 1            | 3            | 1      | 0      | 0      | 1      | 1      | 3      | -2  |
| Totale            | 33    | 19      | 8       | 7       | 4       | 33      | 23      | 20           | 4            | 2            | 14           | 22           | 42           | 39     | 12     | 9      | 18     | 55     | 65     | -10 |

### Andamento in campionato
| Giornata  | 1 | 2  | 3  | 4  | 5  | 6  | 7  | 8  | 9  | 10 | 11 | 12 | 13 | 14 | 15 | 16 | 17 | 18 | 19 | 20 | 21 | 22 | 23 | 24 | 25 | 26 | 27 | 28 | 29 | 30 | 31 | 32 | 33 | 34 | 35 | 36 | 37 | 38 |
| --------- | - | -- | -- | -- | -- | -- | -- | -- | -- | -- | -- | -- | -- | -- | -- | -- | -- | -- | -- | -- | -- | -- | -- | -- | -- | -- | -- | -- | -- | -- | -- | -- | -- | -- | -- | -- | -- | -- |
| Luogo     | C | T  | C  | T  | C  | T  | C  | T  | C  | T  | C  | T  | C  | T  | C  | T  | C  | C  | T  | T  | C  | T  | C  | T  | C  | T  | C  | T  | C  | T  | C  | T  | C  | T  | C  | T  | T  | C  |
| Risultato | N | N  | N  | P  | P  | P  | V  | P  | P  | P  | V  | V  | N  | P  | V  | P  | V  | N  | P  | P  | N  | P  | V  | P  | V  | V  | P  | P  | N  | P  | N  | V  | V  | P  | P  | V  | N  | V  |
| Posizione | 9 | 12 | 12 | 14 | 17 | 17 | 15 | 19 | 19 | 19 | 19 | 19 | 18 | 18 | 15 | 17 | 16 | 16 | 15 | 17 | 18 | 18 | 17 | 18 | 16 | 15 | 16 | 17 | 17 | 18 | 18 | 17 | 15 | 16 | 17 | 16 | 16 | 16 |

Legenda:

Luogo: C = Casa; T = Trasferta. Risultato: V = Vittoria; N = Pareggio; P = Sconfitta.

### Statistiche dei giocatori
| Giocatore       | 2. Bundesliga | 2. Bundesliga | 2. Bundesliga | 2. Bundesliga | Coppa di Germania | Coppa di Germania | Coppa di Germania | Coppa di Germania | Totale   | Totale | Totale      | Totale     |
| Giocatore       | Presenze      | Reti          | Ammonizioni   | Espulsioni    | Presenze          | Reti              | Ammonizioni       | Espulsioni        | Presenze | Reti   | Ammonizioni | Espulsioni |
| --------------- | ------------- | ------------- | ------------- | ------------- | ----------------- | ----------------- | ----------------- | ----------------- | -------- | ------ | ----------- | ---------- |
| K. Bury         | 6             | 0             | 0             | 0             | 0                 | 0                 | 0                 | 0                 | 6        | 0      | 0           | 0          |
| S. Grüninger    | 38            | 0             | 3             | 0             | 1                 | 0                 | 0                 | 0                 | 39       | 0      | 3           | 0          |
| R. Güldenpennig | 4             | 0             | 0             | 0             | 1                 | 0                 | 0                 | 0                 | 5        | 0      | 0           | 0          |
| M. Hauck        | 34            | 5             | 4             | 0             | 1                 | 0                 | 1                 | 0                 | 35       | 5      | 5           | 0          |
| M. Köppel       | 1             | 0             | 0             | 0             | 0                 | 0                 | 0                 | 0                 | 1        | 0      | 0           | 0          |
| A. Lais         | 34            | 1             | 8             | 0             | 0                 | 0                 | 0                 | 0                 | 34       | 1      | 8           | 0          |
| U. Lay          | 35            | 1             | 9             | 1             | 0                 | 0                 | 0                 | 0                 | 35       | 1      | 9           | 1          |
| A. Löffler      | 27            | 4             | 9             | 0             | 1                 | 0                 | 0                 | 0                 | 28       | 4      | 9           | 0          |
| J. Löw          | 37            | 12            | 3             | 0             | 1                 | 0                 | 0                 | 0                 | 38       | 12     | 3           | 0          |
| R. Maier        | 25            | 0             | 4             | 0             | 0                 | 0                 | 0                 | 0                 | 25       | 0      | 4           | 0          |
| J. Menger       | 20            | 0             | 3             | 0             | 1                 | 0                 | 0                 | 0                 | 21       | 0      | 3           | 0          |
| A. Nötzel       | 10            | 1             | 0             | 0             | 1                 | 0                 | 0                 | 0                 | 11       | 1      | 0           | 0          |
| S. Sané         | 37            | 18            | 5             | 0             | 1                 | 0                 | 0                 | 0                 | 38       | 18     | 5           | 0          |
| K. Schulz       | 32            | 2             | 7             | 1             | 1                 | 1                 | 0                 | 0                 | 33       | 3      | 7           | 1          |
| R. Schöpperle   | 0             | 0             | 0             | 0             | 0                 | 0                 | 0                 | 0                 | 0        | 0      | 0           | 0          |
| T. Stickroth    | 33            | 7             | 8             | 0             | 1                 | 0                 | 0                 | 0                 | 34       | 7      | 8           | 0          |
| U. Stächelin    | 7             | 0             | 1             | 0             | 1                 | 0                 | 0                 | 0                 | 8        | 0      | 1           | 0          |
| B. Vujačić      | 33            | 1             | 5             | 0             | 1                 | 0                 | 1                 | 0                 | 34       | 1      | 6           | 0          |
| F. Weber        | 33            | 1             | 4             | 0             | 1                 | 0                 | 0                 | 0                 | 34       | 1      | 4           | 0          |
| G. Zele         | 20            | 0             | 3             | 1             | 0                 | 0                 | 0                 | 0                 | 20       | 0      | 3           | 1          |